# 태평어람

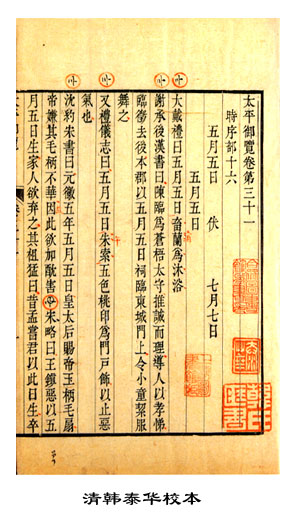
《태평어람》 한태화(韓泰華) 교정본

《태평어람》(太平御覽)은 중국 북송 초기의 학자 이방(李昉) 등이 태평흥국 2년 ~ 8년(977년 ~ 983년) 사이에 편찬한 유서(類書)의 일종으로, 본래 이름은 《태평총류》(太平總類)였으나, 북송 태종이 매일 밤마다 3권씩 읽은 사실에 유래하여 지금의 이름으로 바뀌었다.  같은 시기에 편찬된 《태평광기》·《책부원구》·《문원영화》와 함께 4대서(四大書)로 일컬어진다.

## 개요

### 구성
구성은 총 55부로, 이 구성은 《주역》 계사전(繫辭傳)에 있는 천지의 수를 기초로 하였다. 또한 55부에 항목을 부설하여 5,426가지로 나누었고, 각 항목에는 각종 서적의 기록과 문장을 발췌하여 기록하였다.
인용한 서적의 수는 머리말의 기록에 따르면 1,690종이라고 하나 중복된 서적이 다소 있으며, 시와 부를 합하면 2,000종 이상이다. 비록 원전에서 인용한 것보다는 선대의 유서인 북제의 《수문전어람》과 당나라의 《예문유취》·《문사박요》 등에서 인용한 것이 많으나, 인용한 서적의 대부분이 유실된 지금으로서는 사료적 가치가 대단히 높다.

#### 목록
괄호 안은 차지하는 권 수이다.
- 천(天)(15)
- 시서(時序)(20)
- 지(地)(39)
- 황왕(皇王)(41)
- 편패(偏覇)(18)
- 황친(皇親)(20)
- 주군(州郡)(18)
- 거처(居處)(25)
- 봉건(封建)(5)
- 직관(職官)(67)
- 병(兵)(90)
- 인사(人事)(141)
- 일민(逸民)(10)
- 종친(宗親)(11)
- 예의(禮儀)(41)
- 악(樂)(22)
- 문(文)(22)
- 학(學)(13)
- 치도(治道)(15)
- 형법(刑法)(18)
- 석(釋)(불교 관련)(6)
- 도(道)(도교 관련)(21)
- 의식(儀式)(4)
- 복장(服章)(15)
- 복용(服用)(21)
- 방술(方術)(18)
- 질병(疾病)(6)
- 공예(工藝)(12)
- 기물(器物)(12)
- 주(舟)(4)
- 거(車)(5)
- 봉사(奉使)(3)
- 사이(四夷)(22, 동이-1~5, 남만-6~12, 서융-13~19, 북적-20~22)
- 진보(珍寶)(12)
- 포백(布帛)(12)
- 자산(資産)(16)
- 백곡(百穀)(6)
- 음식(飮食)(25)
- 화(火)(4)
- 휴정(休征)(2)
- 구징(咎徵)(7)
- 신귀(神鬼)(4)
- 요이(妖異)(4)
- 수(獸)(25)
- 우족(羽族)(15)
- 인개(鱗介)(15)
- 충치(蟲豸)(8)
- 목(木)(10)
- 죽(竹)(2)
- 과(果)(12)
- 채여(菜茹)(5)
- 향(香)(3)
- 약(藥)(10)
- 백훼(百卉)(7)

### 한반도 전래
고려 문종이 북송으로부터 구하고자 했지만 얻지 못하다가 숙종 6년(1101년)에 북송에 사신으로 갔던 왕하(王嘏)·오연총이 돌아올 때 북송 휘종이 《태평어람》 1천 권을 하사하였다는 기록이 있는데, 숙종은 앞서 임의(任懿)·백가신(白可臣) 등이 귀국하면서 휘종에게서 받아온 의서 《신의보구방》(神醫普救方)과 함께 《태평어람》을 얻게 된 것을 모두 사신의 능력 덕분이라 칭찬하며 해당 서적을 받아온 사신과 수행원의 관작을 모두 올려주기까지 하였다. 명종 22년(1192년) 8월에도 남송의 상인이 《태평어람》을 명종에게 바치자 백금 60근을 하사하고, 학사 최선(崔詵)에게 명해 《태평어람》을 교정하도록 하였다. 조선의 성종과 광해군 또한 민간에서 혹은 중국으로 가는 사신편으로 《태평어람》을 구하도록 하였다.

### 판본
일본에 전해진 경원 5년(1199년) 촉각본(蜀刻本)의 잔본 945권이 있으며, 이에 기초하여 다른 계통의 송본(宋本)으로 보충한 《사부총간삼편》(四部叢刊三編)에 수록된 경송본(景宋本)이 있다.